# George Maciunas
George (Jurgis) Maciunas est un artiste, galeriste et éditeur américain d'origine lituanienne, né à Kaunas (Lituanie) le 8 novembre 1931 et mort à Boston (Massachusetts) le 9 mai 1978. Il est le principal fondateur du mouvement Fluxus.

## Biographie
Jurgis Maciunas quitte la Lituanie avec sa famille en 1944, fuyant devant l’invasion soviétique, et s'installe en Allemagne. En 1948, son père trouve du travail dans une entreprise américaine et toute la famille part vivre aux États-Unis. En 1954, Jurgis entre à l’université de New York pour étudier l’art médiéval d’Europe et de Sibérie. En 1960, il travaille comme designer chez Knoll à New York.
George Maciunas est introduit dans les milieux de l'avant-garde en 1960 par son ami le compositeur La Monte Young. Il rencontre George Brecht, Dick Higgins, Allan Kaprow et bien d’autres artistes. Avec son ami Almus Salcius, ils ouvrent la galerie AG sur Madison Avenue à New York.
Au printemps de 1961, George – il a américanisé son prénom – organise des performances dans sa galerie AG à New York et, sur les cartons d'invitations, apparaît pour la première fois le terme Fluxus. Durant l'été 1961, il met en page An Anthology ainsi que plusieurs numéros de la revue Film Culture de son ami le cinéaste Jonas Mekas. Dans la galerie AG, il projette des films sur les travaux de John Cage, Yoko Ono, Henry Flynt, Dick Higgins. Maciunas organise aussi le festival der MusicaAntiqua et Nova. 
Maciunas ferme la galerie à cause de difficultés financières et, en compagnie de sa mère, quitte New York pour s’installer à Wiesbaden en Allemagne où il travaille comme designer pour l’U.S. Air Force. Pendant cette période, il fait connaissance des plus grands artistes d'avant-garde d’Allemagne et de France. 
En 1962, le premier groupe officiel Fluxus est fondé et des festivals Fluxus sont organisés en Europe. Les principaux membres sont George Maciunas, Dick Higgins, Benjamin Patterson, Wolf Vostell, Nam June Paik, Emmett Williams. Maciunas s'échinera des années durant à tenter de diffuser les travaux des artistes estampillés "Fluxus" par ses soins, en particulier à travers des "boîtes Fluxus" qu'il essaie de diffuser non pas selon les règles du marché de l'Art en vigueur, mais diamétralement à l'opposé, en essayant de suivre celles du marketing traditionnel. Ceci se fait à ses frais, avec peu de moyens et d'aides, et finalement aboutit à un échec commercial.
En 1976, Maciunas s'installe à New Marlborough (Massachusetts) et essaie d’ouvrir un centre d’art. En 1977, a lieu le festival Fluxus de Seattle, le dernier dirigé par George Maciunas lui-même. Atteint d’un cancer, il épouse la poétesse Billie Hutching quelques mois avant de mourir le 9 mai 1978.

### Cinéma
- George de Jeffrey Perkins, États-Unis, 2018[2]